# Al-Mutawàkkil II
Al-Mutawàkkil ala-L·lah Ismaïl ibn Àhmad ibn Abd-Al·lah al-Kabsí al-Mughlis (àrab: المتوكل على اللّه إسماعيل بن أحمد بن عبد اللّه الكبسي المغلس, al-Mutawakkil ʿalà Llāh Ismāʿīl b. Aḥmad b. ʿAbd Allāh al-Kabsī al-Muḡlis), més conegut senzillament com al-Mutawàkkil II o com al-Mutawàkkil Ismaïl (al-Kabs, 1610 - 15 d'agost de 1676), fou imam zaydita del Iemen, de la branca qassimita o qassímida o qassimí. Fou el primer imam zaydita a regnar al Iemen de manera completament independent dels otomans. De fet, la branca qassimita de la dinastia zaydita va acabar adoptant amb el temps el nom de mutawakkilita o mutawakkílida o mutawakkilí, en referència a ell, i l'estat que regien va dur aquest nom fins a la seva desaparició després de la guerra civil del 1962-1970 (Regne mutawakkilita del Iemen).
A la mort de l'imam al-Muàyyad bi-L·lah Muhàmmad a la seva capital al-Shahara el 29 de setembre de 1644, els seus germans Abu-Tàlib Àhmad i Ismaïl ibn Qàssim es van disputar la successió i fou el segon el que va aconseguir el suport dels ulemes i de la major part dels membres de la família qassimita, especialment de Muhàmmad ibn al-Hàssan ibn al-Qàsssim (1601-1668) i el seu germà Àhmad ibn al-Hàsan ibn al-Qàssim (1619-1681), caps militars hàbils amb molta influència al sud del Iemen. Àhmad ibn al-Mansur es va revoltar (1645) reclamant l'imamat, però fou derrotat i es va rendir i Ismaïl fou aclamat prenent el sobrenom o làqab d'al-Mutawàkkil (II). Abu-Tàlib Àhmad va rebre el govern de Sa'dah.
Va estendre la seva autoritat al sud, cap Aden i Lahej (1645), al-Bayda i Yafa (1655), Hadramaut (1659-1660) i Zufar (1662/1663). Tot i que amb ell l'imamat va arribar al zenit del poder, rarament va participar en les campanyes militars i es va dedicar principalment a la pietat i a l'estudi. Va redactar nombrosos tractats de jurisprudència zaydita dels que als menys 23 s'han conservat. El 1647 va enviar una missió per convertir a l'islam al negus d'Etiòpia, però no va tenir èxit. Va recrear també la funció d'amir al-Hadjdj (encarregat de la peregrinació) que no existia des de l'expulsió dels turcs el 1635.
Va morir el 15 d'agost de 1676 al Jabal Dawran, al sud de Sanaa, on havia trasllada la residència de l'imam des d'al-Shahara, al nord. El va succeir inicialment el seu nebot al-Qàssim ibn Muhàmmad al-Muàyyad, sent reconegut al sud de la Tihama. Una assemblea de notables amb diversos ulemes i xerifs es va reunir a Sanaa i va elegir com imam a Àhmad ibn al-Hàssan ibn al-Qàssim, però no es va poder imposar arreu, ja que el seu rival i alguns emirs van conservar o adquirir la independència.